# Ogea Levu
Ogea Levu je korálový ostrov bariérového útesu fidžijského souostroví Lau. Patří do jižního souostroví Lau. Má rozlohu 13,3 km² a maximální výšku 82 m n. m. Nachází se 19,18° severní šířky a 178,47° východní délky, 10 km východně od ostrova Fulaga.